# 洞浦の戦い
洞口の戦い（どうこうのたたかい）は、中国三国時代に、曹丕と孫権の間で行われた戦い。

## 事前の経緯
魏は辛毗と桓階を派遣して呉に臣従を迫り、併せて人質を要求したが、孫権は応じなかった。曹丕はこれを口実として、呉に親征を開始した。
222年9月、曹丕は許昌から出撃し、他の諸将の軍も一緒に南下を開始した。
同年11月、曹丕は宛城に入り本営とし、董昭は曹丕の軍師を務めた。曹休には九州の二十余軍（約10万以上の兵力）が与えられ、曹休は張遼・臧覇・賈逵・王淩らを率いて洞口へ侵攻し、趙儼は曹休の軍師として進軍した。さらに曹真・夏侯尚・張郃・徐晃らを江陵にそれぞれ派遣し、辛毗は曹真の軍師として従軍した。曹仁を濡須口に、蔣済は曹仁の軍師を務めた随行した。これに対し、孫権は呂範に五軍（2～3万人）を与え、呂範は徐盛・全琮・孫韶・吾粲・賀斉らを率いて洞口で魏軍と対峙した。濡須口では朱桓が、江陵では朱然が防衛にあたり、呉軍は防備を固めた（濡須口の戦いも参照）。

## 前哨戦
夷陵の戦いで敗れた劉備が白帝城へ逃れた際、徐盛・潘璋・宋謙らは各々競って「今劉備を攻めれば、必ずや捕らえられます」と上表した。孫権が陸遜に問うと、陸遜・朱然・駱統は「曹丕が兵を集めているのは、表向きは呉を助け、劉備を討つためとしていますが、実際は呉を攻めることを企んでいます。すみやかに軍を帰還させるべきです」と進言した。これを受けて、孫権が兵を歴陽に駐屯させると、果たして曹休は五州の軍勢を率いて歴陽へ侵攻した。襲撃で呉の辺境部隊を破ると、同時に別働隊に横江を渡らせ、蕪湖の軍営数千家を焼いた。これを見た全琮が横江を固守して臨時に敵と戦い、魏軍を撃ち返し、敵味方とも死傷者が多かった。

## 洞口の戦い
222年11月、曹休と対峙していた呂範の水軍は、突風とそれに乗じた魏軍の攻撃により壊滅的な損害を受けた。その後、臧覇は快速船500艘と1万人の兵で呉軍を襲撃し大勝したが、全琮・徐盛は臧覇に反撃して打ち破り、尹盧（尹礼のことか）を討ち取った。呉軍はさらに曹休と張遼を撃ち破ったことで、この方面での勝利を得た。

## 戦後
223年3月、魏軍は総退却した。この戦いにより呉と魏の友好関係は切れた。また劉備は戦前に使者を呉に派遣し、呉との同盟関係を回復させ、呉と蜀が手を結び魏に対抗するという三国時代の基本的な構図が成立することとなった。